# Awilo Longomba
 Louis Longomba, plus connu sous le nom de Awilo Longomba est un chanteur et musicien congolais né le 5 mai 1962 en République démocratique du Congo.

## Biographie

### Débuts
Louis Longomba est né le 5 mai 1962. Fils du chanteur Vicky Longomba du TP OK Jazz, et oncle maternel du joueur français Claude Makélélé, il est connu pour ses animations et sa créativité. Il est mieux connu en Afrique occidentale qu'en Afrique centrale d'où il tire pourtant ses origines.

### Carrière
Avant de commencer une carrière solo, il a été le batteur des groupes Viva La Musica, Stukas, Nouvelle Génération, et Loketo entre 1980 et 1994. Il travaille avec le bassiste camerounais Ntoumba Minka.
En 1995, il abandonne la batterie pour le chant, et enregistre Moto Pamba, son premier disque sous son nom, auquel participent Shimita, Dindo Yogo, Ballou Canta, Dally Kimoko, Sam Mangwana, Syran Mbenza et Rigo Star.
Avec son deuxième album Coupé Bibamba en 1998, sa notoriété s'étend d'Afrique en Europe et en Amérique. Il est récompensé aux Kora Awards en 1996 et 1997 pour son album précédent. 
Son album phare, Coupé Bibamba en featuring avec Jocelyne Béroard, l'animateur Tutu Kaludji et Alain Mpéla de Wenge BCBG, récolte un grand succès dans le monde musical noir, suivi de Kafou Kafou en 2000 — qui a gagné un prix au Kora Awards pour la troisième fois en 2001 — et Mondongo en 2003. Il enregistre aussi des disques de musique soukous en tant qu'animateur.
Il s'est produit au Zénith de Paris.

## Vie privée
Il s'installe en France et partage la vie de la musicienne Barbara Kanam. Il est également père de plusieurs enfants.
En 2008, il sort l'album Super Man, qui reçoit le Best Soukous Entertainer Award en 2009. Il est parmi les rares musiciens congolais à se produire chaque fois en Afrique occidentale dans des pays comme le Cap-Vert, le Nigeria, le Burkina Faso et le Niger. Il met un terme à sa carrière dans la même année et décide de rentrer au Nigeria.

## Discographie
- 1995 : Moto-Pamba[1]
- 1998 : Coupé Bibamba
- 2000 : Kafou Kafou
- 2003 : Mondongo
- 2008 : Super-Man

## Clips (DVD et VHS)
- 1996 : Moto-Pamba
- 1999 : Coupé Bibamba
- 2001 : Kafou Kafou
- 2004 : Mondongo
- 2008 : Super-Man